# Mycoleptodiscus lunatus
Mycoleptodiscus lunatus är en svampart som beskrevs av B. Sutton & Alcorn 1985. Mycoleptodiscus lunatus ingår i släktet Mycoleptodiscus och familjen Magnaporthaceae.   Inga underarter finns listade i Catalogue of Life.